# 阆中市
阆中市是中华人民共和国四川省下辖的一个县级市，由地级南充市代管，位於四川省东北部，嘉陵江中游。全市面积约为1878平方公里，截至2020年的常住人口约为62.3万。

## 地名由来
- 一解：因山而名。许慎《说文解字》“阆，门高也”；乐史《太平寰宇记》“其山四合于郡，故曰阆中”。

- 二解：因水而名。谯周《巴记》“阆水迂曲，迳其三面”；《旧唐书·地理志》云：“阆水迂曲，经郡三面，故曰阆中”；

- 三解：因山水总概和地理形势而名。《阆中县志》（1993年版）：“阆中周围山形似高门，因名阆山；嘉陵江流经阆中段，古称阆水；因城在阆山阆水之中，故名阆中。”

- 2006年11月，阆中被联合国地名研究机构确定为中国地名文化遗产千年古县。

## 历史沿革
秦惠文王后元十一（前314）年，置巴郡及阆中县，郡治江州。阆中县辖今阆中、苍溪、南部、仪陇、蓬安、西充、南充及巴中恩阳河，岳池西部、北部，剑阁东南部。北邻葭萌（辖今广元、剑阁、旺苍、宁强、梓潼），东邻宕渠（辖今巴中、南江、通江、平昌、渠县、营山、广安、邻水、大竹、达州、宣汉、城口、万源），南邻垫江（辖今合川、铜梁、大竹、潼南、武胜）。西汉初，汉高祖追念纪信诳楚安汉之功，析阆中县南境置安汉县，辖今顺庆、高坪、嘉陵、蓬安和岳池西部、北部，西充南部等地。其后，阆中辖区逐步缩小。
东汉兴平元（194）年，征东中郎将安汉赵题欲得巴名，建议三分巴郡，益州牧刘璋遂分巴郡为巴、永宁、固陵三郡，阆中隶属巴郡，郡治安汉。建安六（201）年，鱼复人蹇胤争巴名，刘璋又改原永宁郡为巴郡，改原固宁郡为巴东郡，改原巴郡为巴西郡，巴西郡移治阆中。此后，阆中历代为郡、州、府、道治所，川北政治、经济中心和军事重镇。
东汉建安六（201）年至成汉嘉宁二（347）年，阆中为巴西郡治，东汉时，郡辖阆中、安汉、垫江、宕渠、宣汉、汉昌、南充国、西充国八县。三国时，郡辖阆中、南充国、西充国、安汉四县。西晋时，郡辖阆中、苍溪、歧惬、汉昌、宣汉、宕渠、平州、安汉、南充国、西充国十县。成汉时，郡辖县减少宣汉、宕渠两县。东晋永和三（347）年至南朝梁天监七（508）年，阆中为南梁北巴州和北巴西郡治，州辖北巴西、南部、木兰、金迁、掌天、白马义阳6郡，北巴西郡辖阆中、汉昌、胡原3县。
西魏恭帝元（554）年）至隋开皇三（583）年，阆中为隆州和盘龙郡治。西魏，州辖盘龙、新安、南宕渠、金迁、白马、隆城6郡，盘龙郡辖阆中、汉昌、胡原3县。北周，州辖盘龙、南宕渠、金迁、白马4郡，盘龙郡辖县未变。隋开皇三年至大业三（607）年，阆内（阆中）为隆州治，辖阆内、南部、苍溪、奉国、仪陇、大寅、西水、晋城、南充、相如十县。大业三年，改隆州为巴西郡。唐武德元年（618），巴西郡复改为隆州，阆内亦改为阆中。隆州辖阆中、南部、苍溪、奉国、仪陇、大寅、南充、相如、西水、晋城、新井、思恭12县。武德四年，南充、相如属果州，仪陇、大寅属蓬州，又置新政县。武德七年省思恭入阆中，隆州共辖8县。唐高宗时，鲁王灵夔、滕王元婴先后出任隆州刺史。元婴以为衙宇卑陋，遂大肆营建，华丽拟于宫苑，称为隆苑。唐开元元（713）年（713）为避玄宗讳，改隆州为阆州，隆苑亦改为阆苑。唐天宝元（742）年，改阆州为阆中郡。唐乾元元（758）年，复改阆中郡为阆州。其后到元至元十三年（1276），阆中一直为阆州治所。五代后唐天成四（929）年于阆州置保宁军，北宋时曾置安德军。唐开元元年至北宋熙宁四（1071）年，州（郡）辖阆中、南部、苍溪、西水、新井、晋安、新政、奉国、歧平9县，熙宁四年省晋安入西水，省歧平入奉国，阆州共辖七县。
元至元十三年至民国初，阆中一直为保宁府治。元世祖至元十三年（1276年），升阆州为保宁府，治阆中县，隶广元路，下辖阆中、苍溪、南部三县。明太祖洪武四年（1371年）直隶四川，仍治阆中县，下辖阆中、苍溪、南部、广元、昭化、剑州（辖梓潼）、巴州(辖通江、南江)。清世宗雍正五年（1727年），梓潼改隶绵阳直隶州，余不变。明洪武四（1371）年至崇祯十七（1644）年和清顺治八（1651）年至民国五（1916）年，川北道（民国二年改为嘉陵道）亦治阆中。明代，于阆中设川北分巡道。清代设川北兵备道和川北镇总兵署。清顺治年间，四川临时省治设阆中十余年，四川总督、巡抚、监察御史均驻节阆中，并在此举行了乡试四科。元代，保宁府辖阆中、苍溪、南部三县。明代，保宁府辖阆中、苍溪、南部、广元、昭化、剑州、通江、梓潼、巴州、南江两州八县。清代，川北道辖保宁府、顺庆府、潼川州共二十五州县，保宁府除减少梓潼县外，原辖州县未变。民国初，川北道（嘉陵道）辖阆中、苍溪、南部、广元、昭化、剑阁、通江、南江、巴中、营山、蓬安、仪陇、邻水、岳池、广安、南充、西充、三台、射洪、中江、盐亭、遂宁、蓬溪、安岳县、乐至、潼南二十六县。
1933年至1935年，中国工农红军第四方面军在阆中转战三年，曾在县城设方面军总政治部和33军军部，先后于阆中境内建立阆南县、阆中县和宗发市苏维埃政府。抗日战争时期，川陕鄂边区绥靖公署和巴山警备司令部均设于阆中。1984年6月，四川省人民政府批准阆中为历史古城。1986年12月，国务院批准阆中为中国历史文化名城。1991年1月，国务院批阆中撤县建市。1993年8月，阆中被列为省直辖市，由南充市代管。

## 地理环境

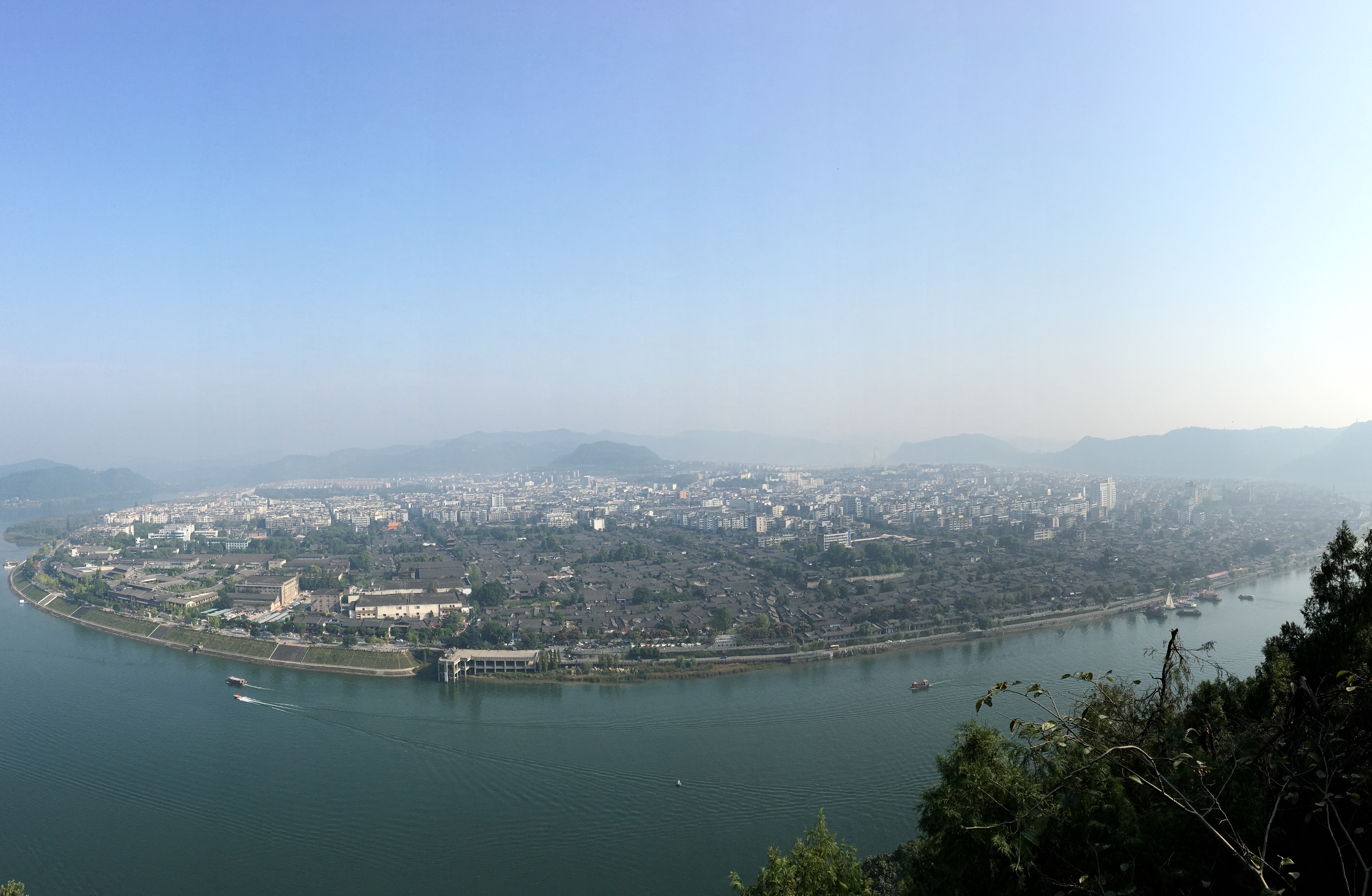
閬中古城全貌

位于四川盆地北部，嘉陵江中游。介于东经105°41′～106°24′，北纬31°22′～31°51′之间。东靠巴中市、仪陇县，南连南部县，西邻剑阁县，北接苍溪县。阆中处于川中丘陵区向川北低山区过渡地带。全境东西北部高，中南部低，呈堰尾槽状地势和多层次梯级地形，海拔328～888.8米。低山、高丘、中丘占幅员面积92%，低丘、平坝占6.31%，水域占1.69%。阆中山脉分列嘉陵江东西，嘉陵江以东为大巴山脉，嘉陵江以西为剑门山脉。属大巴山脉的山体有蟠龙山、方山、龙山、大仪山等；属剑门山脉的山体有大罗山、仙桂山及其次级山体支脉。

### 物产资源
阆中土地肥沃，气候温和，雨量充沛，光照适度，屬於副熱帶季風氣候，动植物及各种自然资源丰富。粮食作物盛产水稻、小麦、玉米、苕类、豆类；经济作物主产棉花、油菜、花生、药材；还盛产油桐、柑桔、梨、桃、李、杏等；畜牧养殖以蚕茧、猪、牛、羊、鸡、鸭、鱼为大宗产品；林木树种有柏、杉、榆、杨柳、桃金娘等60个科，120个属，共400余种，全市森林覆盖率达40.1%。阆中先后被国家和四川省确定为商品粮、瘦肉型商品猪、蚕桑、棉花、油桐和速生林生产基地。境内有唐山穹窿、石龙穹窿、仪陇背斜、土门场背斜、双合场背斜等油、气构造带，石油储量约2000万吨，天然气储量约20亿立方米，其中石龙穹窿构造带油、气已部分开采利用。其它矿产资源主要有砂金、铀、石英砂等。

### 水资源
阆中溪沟遍布，水资源丰富。境内有嘉陵江、东河、构溪河、西河、白溪壕，还有169条溪沟，由东、西两侧汇入中部的嘉陵江，且有6,400多处大小水利工程。年径流量6亿多立方米，“一江四河”年过境水量达249亿立方米，地下水藏量5,833万立方米/年，水能理论蕴藏量23万千瓦。嘉陵江支流已建成中小型水电站10处，年发电量53.77GW·hr。

### 荒山资源
丰富的荒山资源。该市有非耕地189万亩，其中有60%的是荒山、荒滩，宜于进行治理改造，发展具有市场前景的各类种养业。

## 气候
| 阆中市气象数据（1981年至2010年） | 阆中市气象数据（1981年至2010年） | 阆中市气象数据（1981年至2010年） | 阆中市气象数据（1981年至2010年） | 阆中市气象数据（1981年至2010年） | 阆中市气象数据（1981年至2010年） | 阆中市气象数据（1981年至2010年） | 阆中市气象数据（1981年至2010年） | 阆中市气象数据（1981年至2010年） | 阆中市气象数据（1981年至2010年） | 阆中市气象数据（1981年至2010年） | 阆中市气象数据（1981年至2010年） | 阆中市气象数据（1981年至2010年） | 阆中市气象数据（1981年至2010年） |
| 月份                             | 1月                              | 2月                              | 3月                              | 4月                              | 5月                              | 6月                              | 7月                              | 8月                              | 9月                              | 10月                             | 11月                             | 12月                             | 全年                             |
| -------------------------------- | -------------------------------- | -------------------------------- | -------------------------------- | -------------------------------- | -------------------------------- | -------------------------------- | -------------------------------- | -------------------------------- | -------------------------------- | -------------------------------- | -------------------------------- | -------------------------------- | -------------------------------- |
| 历史最高温 °C（°F）              | 20.8 (69.4)                      | 23.6 (74.5)                      | 31.1 (88.0)                      | 34.9 (94.8)                      | 36.4 (97.5)                      | 36.3 (97.3)                      | 39.6 (103.3)                     | 40.6 (105.1)                     | 37.9 (100.2)                     | 31.3 (88.3)                      | 26.9 (80.4)                      | 18.6 (65.5)                      | 40.6 (105.1)                     |
| 平均高温 °C（°F）                | 9.7 (49.5)                       | 12.2 (54.0)                      | 16.8 (62.2)                      | 22.4 (72.3)                      | 26.9 (80.4)                      | 29.1 (84.4)                      | 31.3 (88.3)                      | 31.3 (88.3)                      | 26.5 (79.7)                      | 21.2 (70.2)                      | 16.4 (61.5)                      | 10.7 (51.3)                      | 21.2 (70.2)                      |
| 日均气温 °C（°F）                | 6.1 (43.0)                       | 8.4 (47.1)                       | 12.3 (54.1)                      | 17.3 (63.1)                      | 21.8 (71.2)                      | 24.6 (76.3)                      | 26.7 (80.1)                      | 26.3 (79.3)                      | 22.2 (72.0)                      | 17.2 (63.0)                      | 12.4 (54.3)                      | 7.4 (45.3)                       | 16.9 (62.4)                      |
| 平均低温 °C（°F）                | 3.6 (38.5)                       | 5.6 (42.1)                       | 8.9 (48.0)                       | 13.4 (56.1)                      | 17.7 (63.9)                      | 20.9 (69.6)                      | 23.2 (73.8)                      | 22.8 (73.0)                      | 19.3 (66.7)                      | 14.6 (58.3)                      | 9.7 (49.5)                       | 5.1 (41.2)                       | 13.7 (56.7)                      |
| 历史最低温 °C（°F）              | −2.5 (27.5)                      | −1.7 (28.9)                      | −0.9 (30.4)                      | 4.0 (39.2)                       | 10.0 (50.0)                      | 14.3 (57.7)                      | 17.4 (63.3)                      | 17.0 (62.6)                      | 13.3 (55.9)                      | 2.6 (36.7)                       | 0.7 (33.3)                       | −3.4 (25.9)                      | −3.4 (25.9)                      |
| 平均降水量 mm（）                | 13.4 (0.53)                      | 16.2 (0.64)                      | 28.5 (1.12)                      | 63.1 (2.48)                      | 114.4 (4.50)                     | 148.8 (5.86)                     | 208.1 (8.19)                     | 195.1 (7.68)                     | 134.7 (5.30)                     | 61.0 (2.40)                      | 30.7 (1.21)                      | 12.8 (0.50)                      | 1,026.8 (40.41)                  |
| 平均相對濕度（％）               | 79                               | 76                               | 73                               | 72                               | 71                               | 77                               | 80                               | 78                               | 82                               | 82                               | 81                               | 81                               | 78                               |
| 来源：中国气象数据网             |                                  |                                  |                                  |                                  |                                  |                                  |                                  |                                  |                                  |                                  |                                  |                                  |                                  |

## 行政区划
阆中市下辖5个街道办事处、19个镇、3个乡、1个民族乡：
保宁街道、沙溪街道、七里街道、江南街道、河溪街道、彭城镇、柏垭镇、飞凤镇、思依镇、文成镇、二龙镇、石滩镇、老观镇、龙泉镇、千佛镇、望垭镇、妙高镇、洪山镇、水观镇、金垭镇、玉台镇、木兰镇、五马镇、天宫镇、桥楼乡、博树回族乡、峰占乡和鹤峰乡。

## 交通
- 广南高速和兰渝铁路， 212国道、 347国道过境。嘉陵江渠化工程，阆中古城机场。

## 经济
因为交通闭塞等相關原因，阆中经济状况并不理想。特别是1997年之后，上级代管市担心阆中升格，在政策层面挤压阆中，阆中的经济发展陷入很大困境。再加上原有国有企业、集体企业破产，对地方经济发展更是雪上加霜。2003年后，阆中市政府提出了旅游兴市的战略构想，向传统优势产业要资源。經過几年的发展，阆中城市建设一年上一个新台阶，旅游收入不断增加，民生不断改善。2007年阆中市被列为四川省第一批扩权强县试点城市，在财政上脱离南充。财政经济直管后，阆中建设步伐明显加快，同时受益于汶川地震灾后重建的影响，大批项目上马，彻底地改变了阆中的城市面貌。2010年实现GDP95亿元，财政总收入27.6亿元，其中地方财政一般预算收入3.1亿元，同比增长31.4%，首次突破3亿元；到2012年阆中GDP已达145亿元。随着阆中的基础设施建设和投资环境的改善，广南高速和兰渝铁路的開通，以及嘉陵江渠化工程，阆中机场的续建，阆中的经济建设迎來了新的發展機遇。

### 农业经济
阆中有60多万农业人口，农业在国民经济中一直占有重要的基础地位。阆中被列为国家扶贫开发工作重点县，吸引了一些扶贫资金。

#### 特产
特产有保宁压酒、丝绸、保宁醋、干牛肉、半夏曲、白糖蒸馍等，其中丝绸织造的历史有两千多年，而保宁醋则是中国四大名醋之一。

### 个体经济

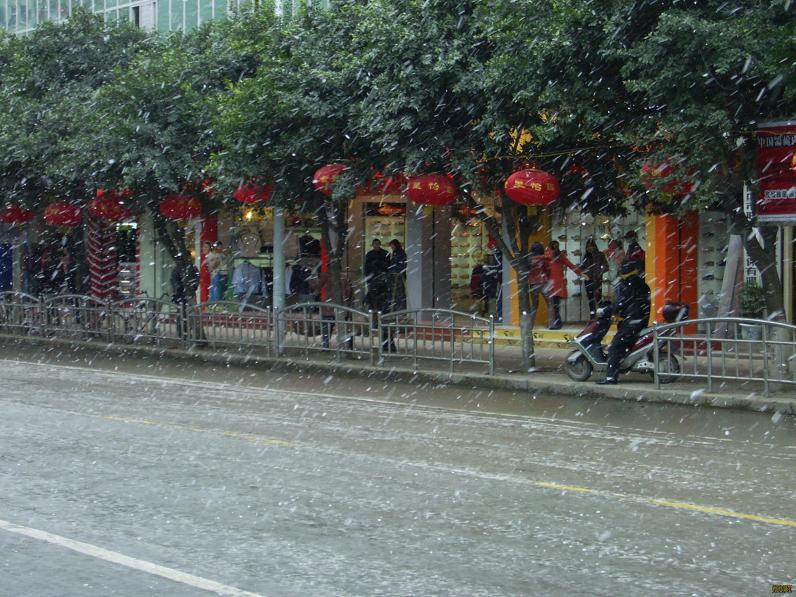
郎家拐

阆中的小型个体经济比较活跃。古城商业中心以人民广场周围为聚集点。如东方广场，太平市街，郎家拐街就形成了以贩卖服装为主的商业区。巴都市场周围是阆中比较聚集的建材市场。沿江的滨江路茶楼，夜啤酒，餐饮发展得不错。

### 工业经济
阆中工业历史悠久，丝绸、棉纺、酿造为传统产业。唐代，阆中丝绸为宫廷贡品。清代，阆中为四川五大丝绸产地之一。保宁醋于民国4年获巴拿马“太平洋万国博览会”金奖，现为全国四大名醋之一。解放后，工业行业不断增加，产业结构日趋合理，产品品种逐渐增多。全市现已形成食品加工、轻工纺织、医药化工、水电能源四大行业为支柱，机械、丝绸、皮革、包装、能源、化工、工艺美术七大行业为重点的工业结构。阆中被列为四川省轻工重点发展基地，有国家二级企业和定点出口专厂近20个，50多个产品行销30多个国家和地区。2006年上半年，全市规模以上工业总产值突破19亿元。根据市委、市政府《关于做强工业的意见》，今后将加大体制、科技和管理创新力度，加快产业和产品结构的战略性调整，扩张、提升、新上、盘活、招进一批企业，重抓金银台电站、沙溪电站、保宁醋、张飞牛肉、保宁制药、鸿宇食品、银河地毯、华兰纺织、四炜皮革等重点企业，主动参与跨区域竞争，以超常的措施，使工业保持一个追赶型、跨越式发展速度，力争在五年时间内，工业增加值排位跻进全省30强。

## 教育
阆中属县级市，和其他很多地方一样，没有高等院校，但有一些中级职业学校和常规的中小学，如四川省阆中中学、四川省阆中师范学校、四川省阆中东风中学校等。
四川省阆中中学 （页面存档备份，存于）为国家级示范性普通高中，四川省阆中师范学校 （页面存档备份，存于）为国家级重点中等专业学校，四川省阆中东风中学校为四川省级示范性普通高中。

## 文化和旅游

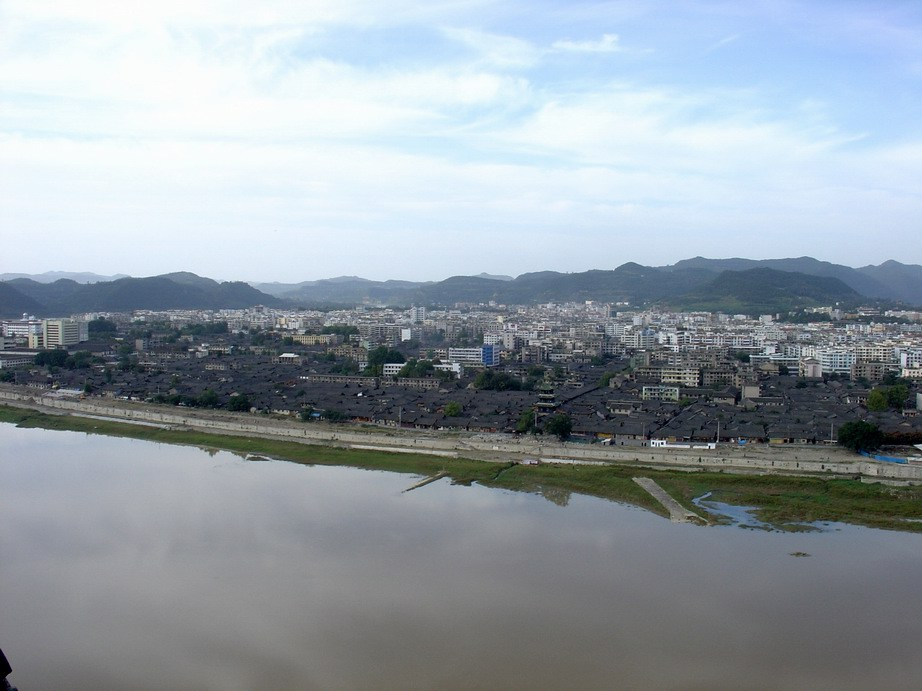
从锦屏山上远眺阆中市全貌

### 文物保护单位

#### 全国重点文物保护单位
阆中保留了成片的历史街区，在国内古城中堪比北方平遥及南方丽江，现阆中共有全国重点文物保护单位8处。城内有唐宋元明清各代的古建筑二百多处，以及数千件可移动文物。其中汉桓侯祠是三国名将张飞的两个墓冢之一。當時张飞随刘备入川后，驻守于此达七年。他死后，其躯干埋葬在阆中，头颅则埋葬在重庆云阳。
全国重点文物保护单位8处：张桓侯祠、阆中永安寺、五龙庙文昌阁、玉台山石塔、阆中观音寺、巴巴寺、川北道贡院、大像山摩崖造像。

#### 省级重点文物保护单位
省级文物保护单位22处：华光楼、圆觉寺大殿、天宫院、阆中清真寺、福音堂、陕西会馆、杜家客栈、阆中文笔塔、邵家湾墓群、朱家山坪上遗址、中共阆南县委旧址、汪家楼、阆中红四方面军总政治部旧址、读书岩石刻、雷神洞摩崖造像、牛王洞摩崖造像、石室观摩崖造像、阆中古城古建筑群、灵山遗址、阆中精兰院、阆中文庙、玉台湖广会馆。

### 宗教
阆中历史上也是一处宗教传播中心，阆中宗教文化源远流长。自汉唐以来，道教、佛教、伊斯兰教先后传入阆中，稍后，基督教、天主教又相继而来，教徒们在这里建寺庙、修教堂，构成了阆中多元文化中一道风景线。伊斯兰教的圣地清真寺、巴巴寺，天主教遗迹天主堂，西南最大的基督教堂——阆中福音堂（聖公會華西教區的主教駐地），以及道教的云台观、吕祖祠、八仙洞，佛教的大佛寺、观音寺、永安寺、五龙庙、圆觉寺、千佛寺、长青寺、净圣庵等，都有丰富的文化内涵。道教创始人张道陵在此作道书二十四篇，公元一九四九大陆建制前亦有相当多的道观散落民间。吕洞宾曾来此云游、修道。境内的清真寺巴巴寺有三百多年的历史，有阿訇守护，并接受教民朝拜，是一处伊斯兰教圣地。以一县之地，汇聚了如此多的宗教文化遗迹，全国罕见。

### 艺术
阆中民俗文化多姿多彩。动人心魄的打钱棍，朴实酣畅的花灯戏、太平牛灯，风情万种的剪纸、川北皮影，被誉为戏剧活化石的阆中傩戏，深情优美的山歌调(阆中山歌的传承与发扬，主要是由彭昌明老先生在上世纪50~60年代采编，以《晾衣裳》为主的山歌调，是彭老的代表作，曾入选音乐学院课本。)、打夯歌，耐人寻味的川剧座唱，抑扬顿挫的茶馆评书等等，构成了民俗文化的瑰丽长廊。阆中市老观镇被誉为川北灯戏的窝子，川北王皮影是国家非物质文化遗产。

## 参看
- 国家历史文化名城
- 全国重点文物保护单位